# Линдблум, Гуннель
Гуннель Мерта Ингегерд Линдблум (швед. Gunnel Märtha Ingegerd Lindblom, 18 декабря 1931, Гётеборг — 24 января 2021, Броттби) — шведская актриса, режиссёр театра и кино.

## Биография и творчество
В 12 лет начала выступать на сцене в клубе рабочей молодёжи. Закончила актёрскую школу при городском театре Гётеборга, в труппу которого была принята в 1950 году. С 1954 по 1959 год играла в труппе городского театра Мальмё, которым руководил Ингмар Бергман. Среди её ролей — Лариса Дмитриевна в «Бесприданнице» А. Н. Островского, Сольвейг в «Пер Гюнте», Маргарита в «Фаусте». В 1960-х играла в городском театре Уппсалы (Елена в «Дяде Ване», Дездемона в «Отелло»). Много работала на телевидении. С 1968 года — в Королевском драматическом театре Швеции (Драматен) под руководством Бергмана. Играла в пьесах Ибсена, Чехова, Стриндберга, в бергмановских постановках «Войцека» Г. Бюхнера и драмы Альфа Шёберга «Отец».
В 1970-е годы выступила как театральный режиссёр, сначала ассистировав Бергману, а затем самостоятельно поставив пьесы Чехова, Шоу, Ибсена и др. Ставила спектакли, в том числе — оперные, в Дании и Норвегии. В 1980-х годах сыграла у Бергмана Гертруду в Гамлете, Бергман выступил продюсером нескольких фильмов Линдблум как кинорежиссёра.
Среди последних по времени ролей Линдблум на сцене Драматен — в спектаклях «Бланш и Мари» (2007) по роману Энквиста, и «Королевская корона» (2008) по роману Карла Юнаса Луве Альмквиста. В 2009 году она поставила драму Юна Фоссе «Девушка в жёлтом дождевике».

## Избранная фильмография

### Актриса
- 1952 — Любовь/ Kärlek (Густав Муландер)
- 1956 — Песнь о багрово-красном цветке/ Sången om den eldröda blomman (Густав Муландер)
- 1957 — Земляничная поляна/ Smultronstället (И.Бергман)
- 1957 — Седьмая печать/ Det Sjunde Inseglet (И.Бергман)
- 1958 — Венецианка/ Venetianskan (И.Бергман, телевизионный)
- 1958 — Rabies (И. Бергман, телевизионный)
- 1958 — Вишнёвый сад/ Måsen (Бенгт Экерот по Чехову, телевизионный)
- 1960 — Уважаемая шлюха/ Den respektfulla skökan (Ханс Абрамсон по пьесе Сартра, телевизионный)
- 1960 — Стакан воды/ Ett glas vatten (Г.Муландер по пьесе Скриба, телевизионный)
- 1960 — Девичий источник/ Jungfrukällan (И.Бергман)
- 1963 — Молчание/ Tystnaden (И.Бергман)
- 1963 — Причастие/ Nattvardsgästerna (И.Бергман)
- 1963 — Min kära är en ros (Хассе Экман)
- 1964 — Любовные пары/ Älskande par (Май Сеттерлинг)
- 1966 — Голод/ Sult (Хеннинг Карлсен по роману Гамсуна)
- 1966 — Убийства в Юнгшё/ Yngsjömordet (Арне Матссон)
- 1967 — Дядя Ваня/ Onkel Vanja (Юхан Бергенштроле по Чехову, телевизионный)
- 1967 — Порочный круг/ Den onda cirkeln (Арне Матссон)
- 1968 — Девушки/ Flickorna (Май Сеттерлинг)
- 1969 — Отец/ Fadern (Альф Шёберг)
- 1970 — Резервация/ Reservatet (Ян Муландер по сценарию И.Бергмана)
- 1971 — Брат Карл/ Brother Carl (Сьюзен Зонтаг)
- 1973 — Сцены из супружеской жизни/ Scener ur ett äktenskap (И.Бергман)
- 1977 — Динамит/ Bomsalva (Ларс Мулин)
- 1981 — Салли и свобода/ Sally och friheten (Гуннель Линдблум, продюсер И.Бергман)
- 1984 — За шторами/ Bakom jalusin (Стиг Бьоркман)
- 1993 — Гедда Габлер/ Hedda Gabler (Маргарета Гарбе по Ибсену)
- 1995 — Надя/ Nadja (Сусанна Эдвардс)
- 1996 — I rollerna tre (Кристина Улофсон, документальный сиквел к фильму М. Сеттерлинг Девушки)
- 1997 — Ожидания/ Svenska hjältar (Даниэль Бергман)
- 2000 — Ljuset håller mig sällskap (Карл-Густав Нюквист)
- 2005 — Девушка из Аушвица/ The Girl from Auschwitz (Стефан Ярл)
- 2009 — Девушка с татуировкой дракона/ The Girl with the Dragon Tattoo (Нильс Арден Оплев)

### Режиссёр
- 1976 — Sjung vackert om kärlek
- 1977 — Райский уголок / Paradistorg (продюсер И.Бергман)
- 1981 — Салли и свобода / Sally och friheten (продюсер И.Бергман, премия экуменического жюри Монреальского МКФ)
- 1987 — Летние ночи на земле / Summer Nights on the Planet Earth
- 1991 — Sanna kvinnor
- 1994 — Betraktelse (короткометражный)
- 2000 — 90 minuter 90-tal (коллективный проект)

## Признание
- Медаль Литературы и искусств (1988)[7]
- Премия Юджина О’Нила[англ.] (1989)
- Премия Золотой жук за заслуги (2002)